# Castella (bizcocho)

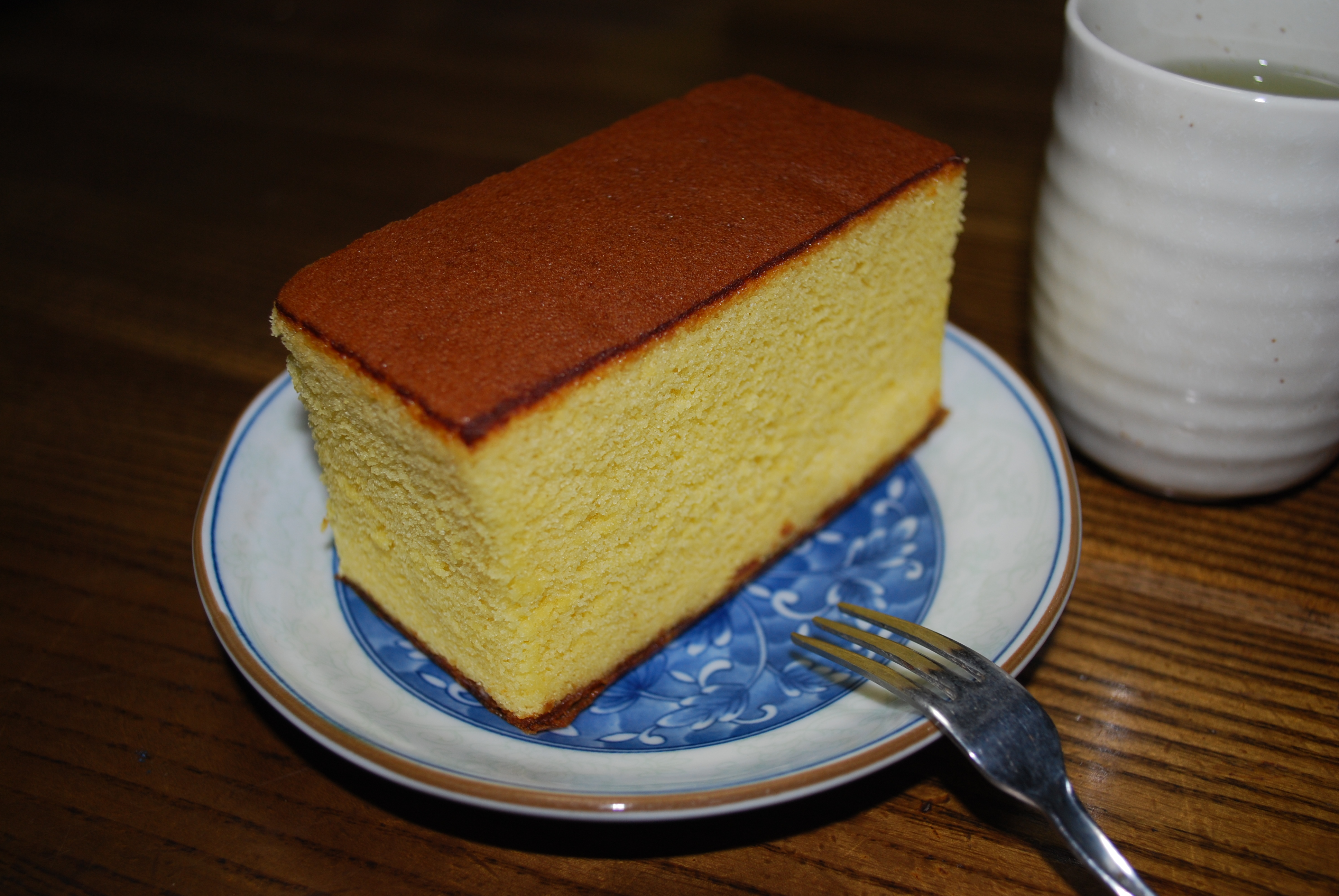
Un castella.

El castella (カステラ kasutera?) es un popular bizcocho japonés hecho con azúcar, harina, huevo y jarabe de maíz, muy común en los festivales y como comida callejera.
El pastel fue traído por mercaderes portugueses en el siglo XVI. Su nombre procede del portugués pão de Castela, que significa ‘pan de Castilla’. El castella suele venderse en cajas largas, siendo cada pastel de unos 27 cm de largo aproximadamente. Se parece algo al pastel de Madeira, también relacionado con Portugal, pero su pariente más cercano es el pão-de-ló, también un pastel portugués. El bizcocho kasutera, aunque originalmente es una especialidad de Nagasaki, es producido y comercializado en todo Japón.
Adviértase que existen tipos parecidos de bizcochos llamados de forma similar, como el francés pain d'Espagne, el italiano pan di Spagna, el portugués pão de Espanha, el griego pantespani y el turco pandispanya. Debido a que el reino histórico de Castilla abarcaba todo el centro de España, estos nombre son casi sinónimos de ‘pan de Castilla’.

## Historia

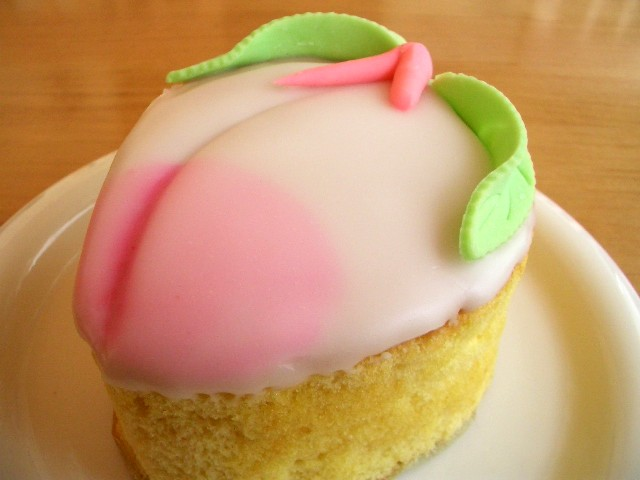
Un castella melocotón.

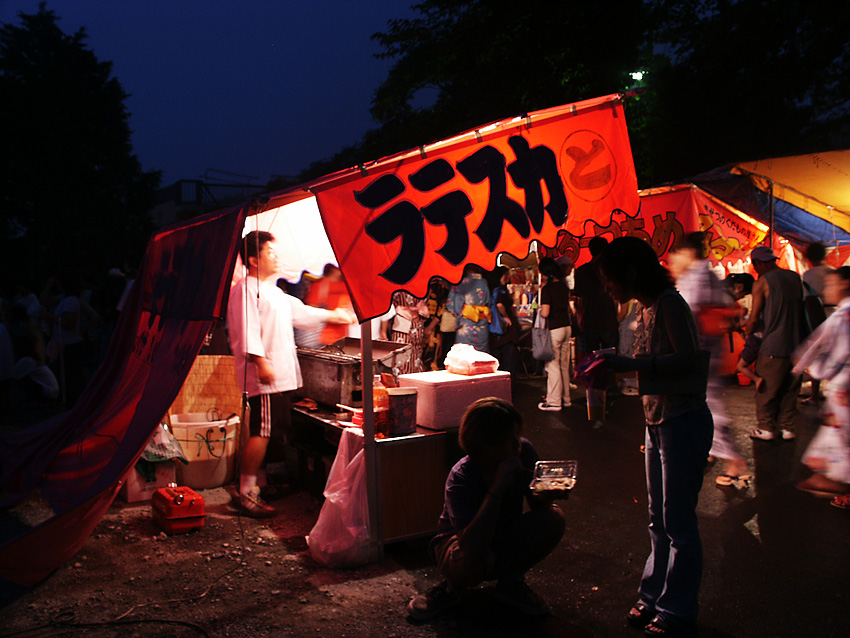
Puesto de castella es un festival de Hakone (Japón).

En el siglo XVI los portugueses llegaron a Japón, y poco después empezaron el trabajo comercial y misionero. Nagasaki era el puerto japonés abierto al comercio extranjero. Los portugueses introdujeron muchos artículos entonces inusuales, como armas, tabaco, calabazas y el castella. Este pastel podía conservarse durante un largo período, y era muy útil para los marineros que permanecían meses en el mar. En la era Edo, debido en parte al precio del azúcar, era un postre caro. Cuando el embajador del emperador japonés era invitado, el shogunato Tokugawa le obsequiaba con el castella. Con los años el sabor cambió para adaptarse a los paladares japoneses.

## Variantes

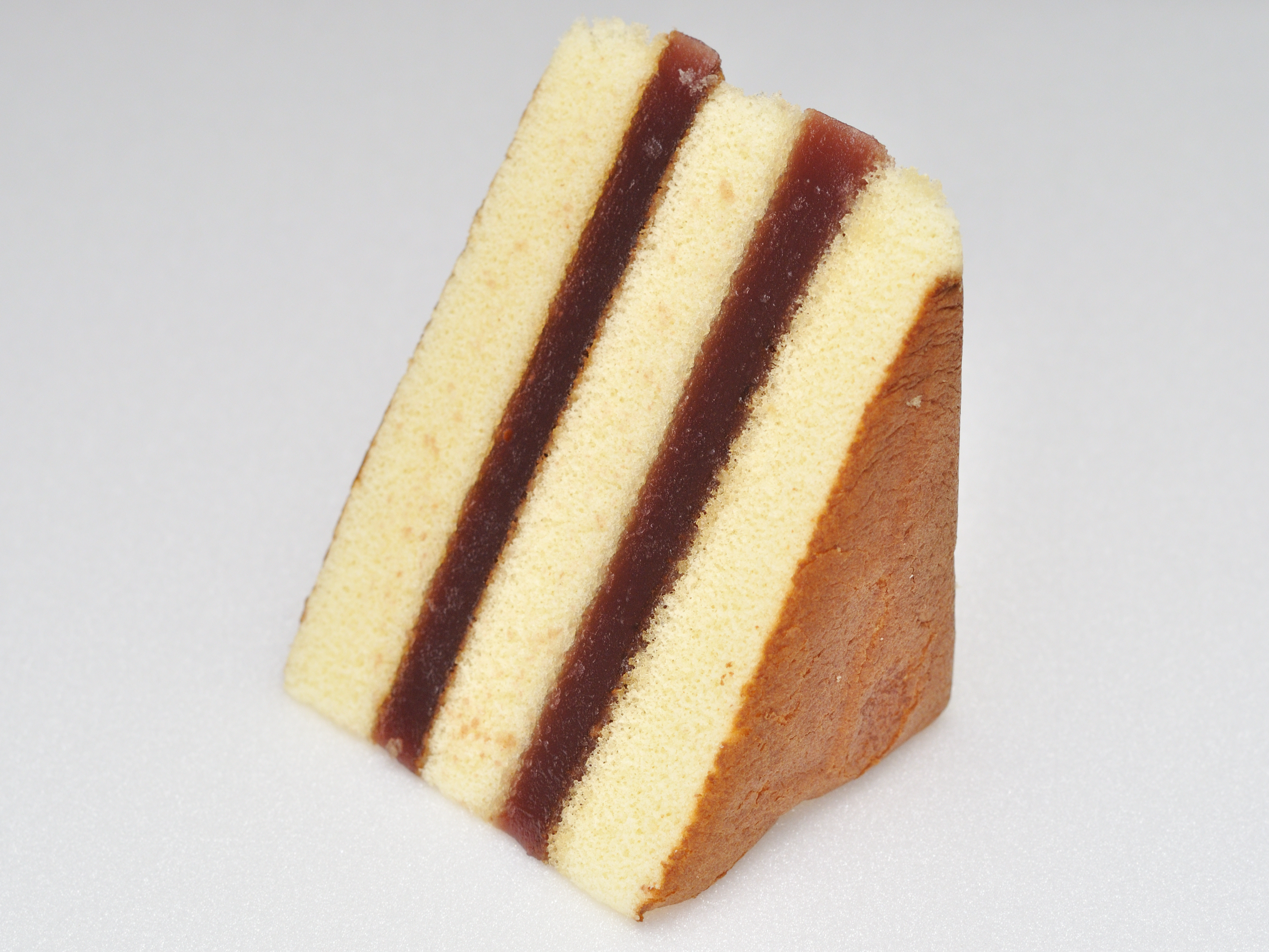
Un Siberia combinación intercalada de castella con yōkan.

El castella se elabora con ingredientes naturales, por lo que su sabor simple es el favorito de muchos japoneses. Actualmente hay muchas variedades hechas con ingredientes como el té matcha, el azúcar moreno y la miel. Muchos pueden moldearse con diversas formas. Un alimento popular en los festivales japoneses es el castella baby, una versión que puede tomarse de un bocado.
Otra variante japonesa es el bizcocho o confeti conocido como Siberia (シベリア) una combinación intercalada de castella con yōkan (postre de gelatina espesa hecho con anko).

## La castella en Taiwán
La castella se introdujo por primera vez en Taiwán durante la época del dominio japonés. En 1968, Ye Yongqing, propietario de una panadería japonesa en Taipéi llamada Nanbanto, se asoció con la empresa japonesa Nagasaki Honpu para establecer un negocio de castella.
La castella de estilo taiwanés es generalmente más parecida a un suflé que la variedad japonesa, que tiene un centro parecido a una natilla. Una especialidad de Tamsui es un simple pastel de castella en forma de almohada. La castella de estilo taiwanés se ha introducido en Japón.
Ahora es posible encontrar castella en muchas variaciones, agregando sabores como azúcar moreno, miel o queso. También hay versiones más exóticas como el matcha castella, un té verde castella, con su color marrón verdoso claro; o la castella de chocolate.
La castella se puede moldear en varias formas, como baby castella, una versión mini que se puede comer de un bocado, o mini castella con forma de Doraemon.

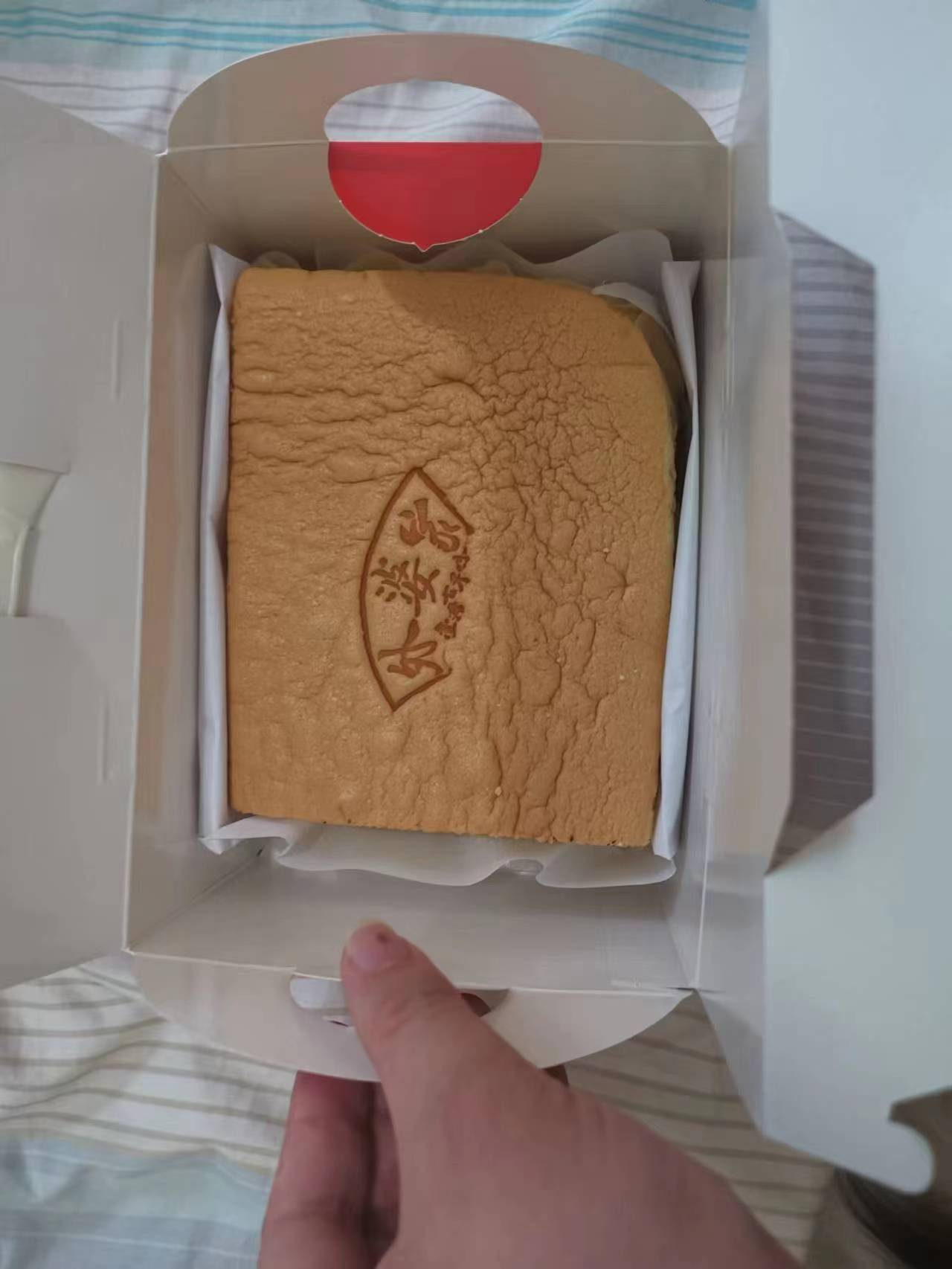
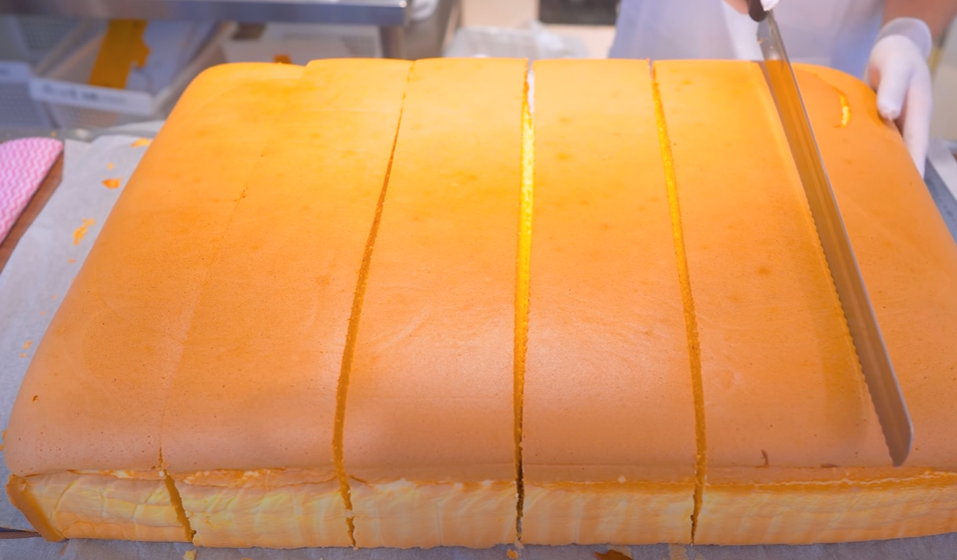
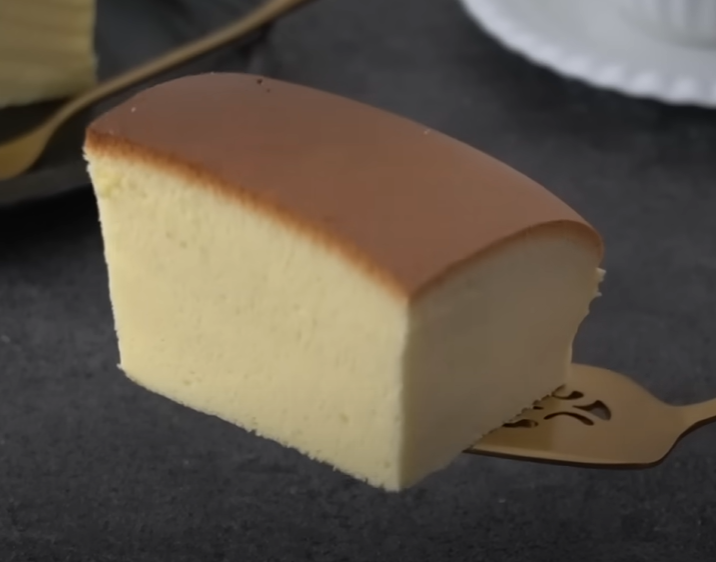
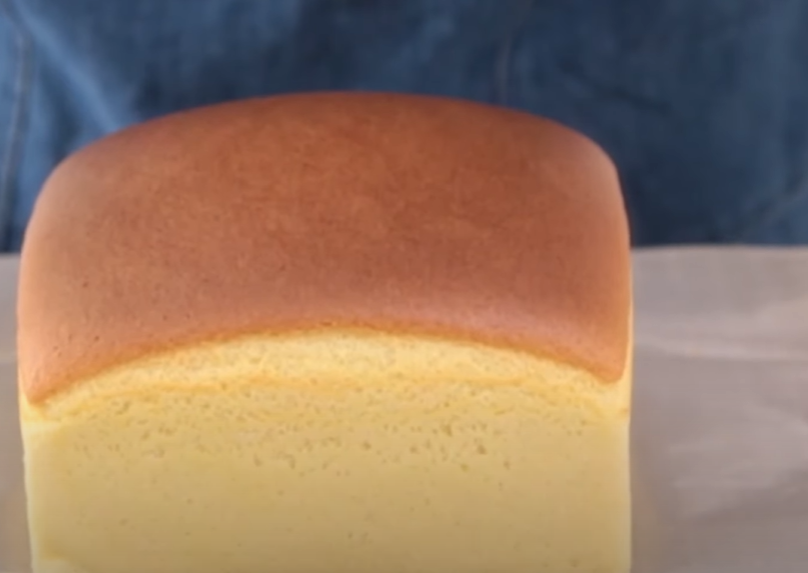
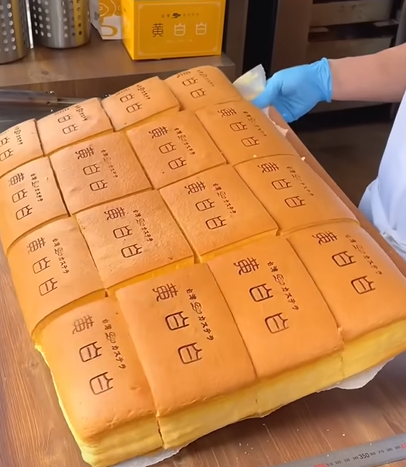